# Pamela C. Rasmussen
|  | Dieser Artikel wurde aufgrund von formalen oder inhaltlichen Mängeln in der Qualitätssicherung Biologie zur Verbesserung eingetragen. Dies geschieht, um die Qualität der Biologie-Artikel auf ein akzeptables Niveau zu bringen. Bitte hilf mit, diesen Artikel zu verbessern! Artikel, die nicht signifikant verbessert werden, können gegebenenfalls gelöscht werden. Lies dazu auch die näheren Informationen in den Mindestanforderungen an Biologie-Artikel. |

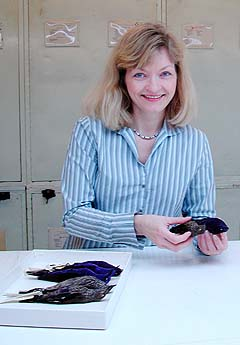
Pamela C. Rasmussen bei der Arbeit in der Smithsonian Institution

Pamela Cecile Rasmussen (* 16. Oktober 1959) ist eine US-amerikanische Ornithologin und Expertin für asiatische Vögel. Sie war zunächst als wissenschaftliche Mitarbeiterin an der Smithsonian Institution in Washington, D.C. tätig und lehrt heute an der Michigan State University. Sie kooperiert mit vielen Forschungszentren in den USA und Großbritannien.
In ihren ersten Forschungsarbeiten untersuchte Rasmussen südamerikanische Meeresvögel sowie fossile Vögel aus Nordamerika. Später spezialisierte sie sich auf asiatische Vögel, beschrieb mehrere neue Arten und klärte den Status von anderen, insbesondere bei Brillenvögeln und Eulen. Zuletzt beteiligte sie sich an großen Forschungsprojekten zu Mustern in der globalen Biodiversität und untersuchte den taxonomischen Status südasiatischer Geier.
Rasmussen ist die Hauptautorin von Birds of South Asia: The Ripley Guide, das wegen seiner umfassenden Abdeckung des Gebiets und der behandelten Arten als Standardwerk gilt. Beim Studium von Vogelbälgen im Museum für dieses Buch gelang es ihr, das Ausmaß der Diebstähle und Dokumentenfälschungen zu enthüllen, die von dem angesehenen britischen Ornithologen Richard Meinertzhagen begangen worden waren.

## Leben
Pamela Rasmussen ist die Tochter von Helen Rasmussen, einer Siebenten-Tags-Adventistin, deren Ehemann die Familie verließ, als Pamela und ihre Schwestern noch jung waren. Sie begann sich für Vögel zu interessieren, als ihre Mutter ihr die Jugendausgabe von Oliver Austins Birds of the World schenkte. Pamela wünschte sich danach nur noch Vogelbücher als Geschenk.
Sie absolvierte 1983 ihren Master an der Walla Walla University, einer Universität der Siebenten-Tags-Adventisten im Südosten des Bundesstaats Washington, und wurde 1990 an der Universität von Kansas mit einer Arbeit über eine Gruppe der Kormorane (blue-eyed shags) promoviert. In Kansas wurde sie auch erstmals mit der Evolutionstheorie konfrontiert, die an ihrer Heimatuniversität nicht unterrichtet worden war.
Rasmussen ist Lehrbeauftragte (assistant professor) für Zoologie und Kuratorin (assistant curator) für Säugetierkunde und Ornithologie an der Universität von Michigan State. Zuvor war sie wissenschaftliche Mitarbeiterin des bekannten US-amerikanischen Ornithologen S. Dillon Ripley an der Smithsonian Institution in Washington, D.C. Sie ist Mitglied im Komitee für Klassifikation und Nomenklatur der American Ornithologists’ Union (AOU), wissenschaftliche Beraterin der Vogelarbeitsgruppe des britischen Natural History Museum in Tring und Mitherausgeberin von The Ibis, der wissenschaftlichen Zeitschrift der British Ornithologists’ Union. Pamela Rasmussen ist mit Dr. Michael D. Gottfried verheiratet, Kurator für Paläontologie, außerplanmäßiger Professor für Geologie und Direktor des Center for Integrative Studies in General Science an der Universität von Michigan State.

## Werk

### Südamerikanische Meeresvögel
In ihren frühen Arbeiten konzentrierte sich Rasmussen auf Systematik, Ökologie und Verhalten von patagonischen Meeresvögeln, insbesondere Kormoranen. Sie studierte Gefieder-Varianten in jugendlichen Blauaugen-, Warzen- und Buntscharben und nutzte Gefieder- und Verhaltensmuster, um eine Verwandtschaft zwischen Warzen- und Blauaugenscharbe festzustellen. Auch untersuchte sie die Fischfang-Aktivitäten der Olivenscharbe.

### Asiatische Vögel

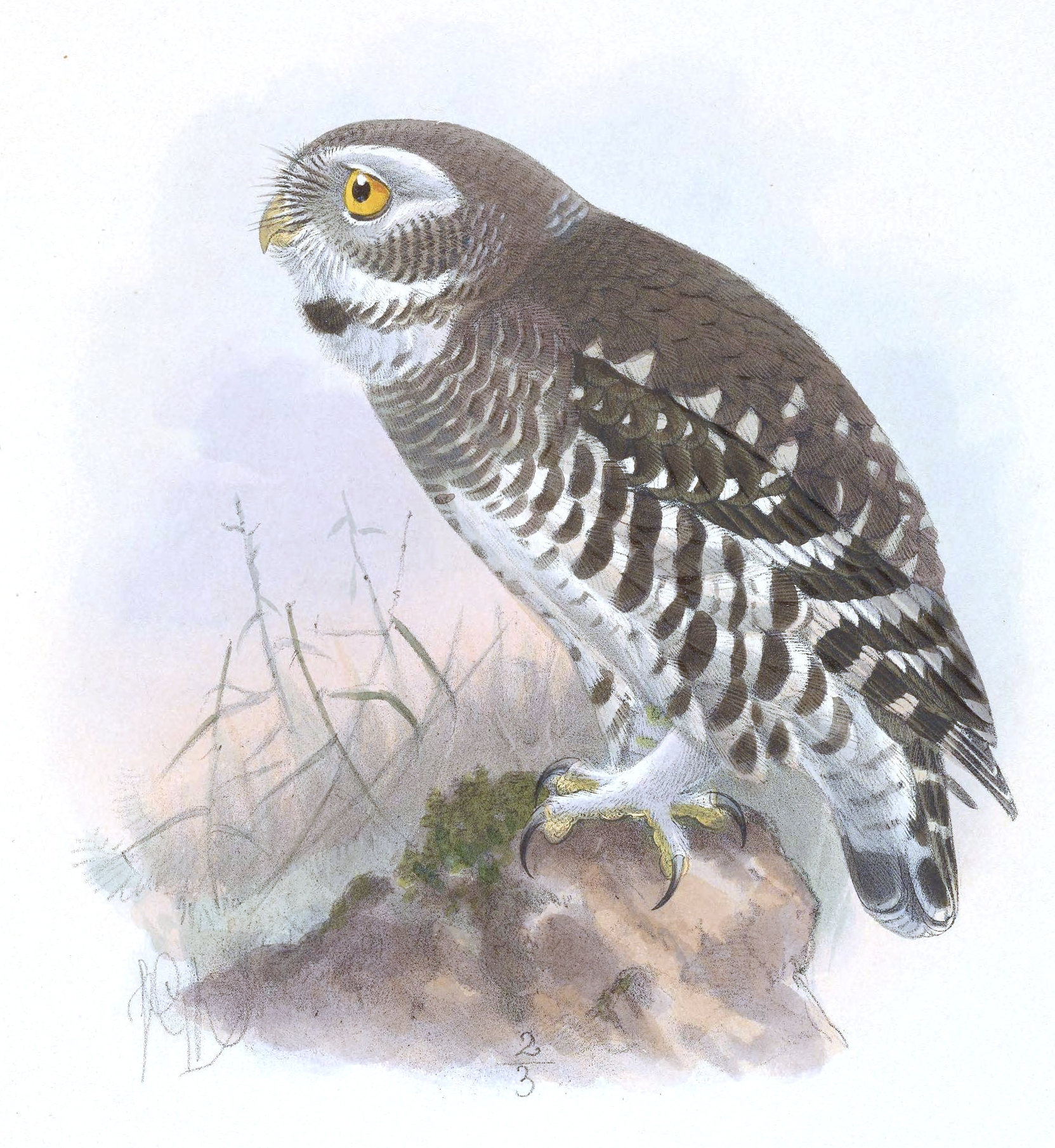
Zeichnung des Blewittkauzes von 1891, der 1997 von Rasmussen wiederentdeckt wurde

Durch ihr Studium von Museumsexemplaren gelang es Pamela Rasmussen, vier neue asiatische Vogelarten zu beschreiben: 1998 die Nikobaren-Zwergohreule Otus alius, die Sangihe-Zwergohreule Otus collari und den in Sulawesi endemischen Zinnoberkauz Ninox ios sowie im Jahr 2000 den Taiwanbuschsänger Bradypterus alishanensis. Im westlichen Indien entdeckte sie den Blewittkauz Athene blewitti wieder, der seit 1884 nicht mehr gesichtet worden war, nachdem zuvor S. Dillon Ripley, Salim Ali und andere wegen der von Richard Meinertzhagen gefälschten Dokumente gescheitert waren. Im November 1997 suchten Rasmussen und Ben King vom American Museum of Natural History zehn Tage lang vergeblich an zwei Orten im Osten Indiens, bevor sie nach Westen an den Ort einer anderen, schon lange nicht mehr gesichteten Art fuhren, wo King eine kleine, kompakte Eule mit kurzen, weißbefiederten Beinen und großen Klauen auffiel. Rasmussen bestätigte die Art, während sie die Eule filmten und fotografierten.
Mit ihren Kollegen klärte sie die Taxonomie der indonesischen Brillenvögel, etablierte den Sangihe-Brillenvogel Zosterops nehrkorni und den Seram-Brillenvogel Z. stalkeri als eigenständige Arten, und bestätigte die Identität der Ceylon-Zwergohreule, die in Sri Lanka von dem lokalen Ornithologen Deepal Warakagoda entdeckt worden war.

Der Togian-Brillenvogel Zosterops somadikartai wurde von Rasmussen und ihren Kollegen 2008 als neue Art identifiziert

Der Imperial Pheasant ist ein seltener Vogel aus den Wäldern Vietnams und Laos. Rasmussen und ihre Mitarbeiter zeigten anhand von Morphologie, Hybridisierungsexperimenten und DNA-Analysen, dass dieser Fasan, der zuvor für bedroht gehalten worden war, tatsächlich ein natürlich vorkommender Hybrid zwischen dem Vietnamfasan Lophura hatinhensis und der Unterart annamensis des Silberfasans L. nycthemera ist.
2008 wandte sie sich wieder der Taxonomie der Brillenvögel mit einer wissenschaftlichen Beschreibung des Togian-Brillenvogel Zosterops somadikartai zu. Der auf den indonesischen Togianinseln endemischen Art fehlt – anders als den meisten ihrer Verwandten – der weiße Ring um das Auge, der dieser Vogelgruppe ihren Namen gegeben hat. Rasmussen fiel auch auf, dass der Togian-Brillenvogel sich nicht nur in seiner Erscheinung, sondern auch in seinem trällernden Gesang unterscheidet, der höherfrequent ist und dabei einen geringeren Frequenzumfang hat als der Gesang seiner engen Verwandten.

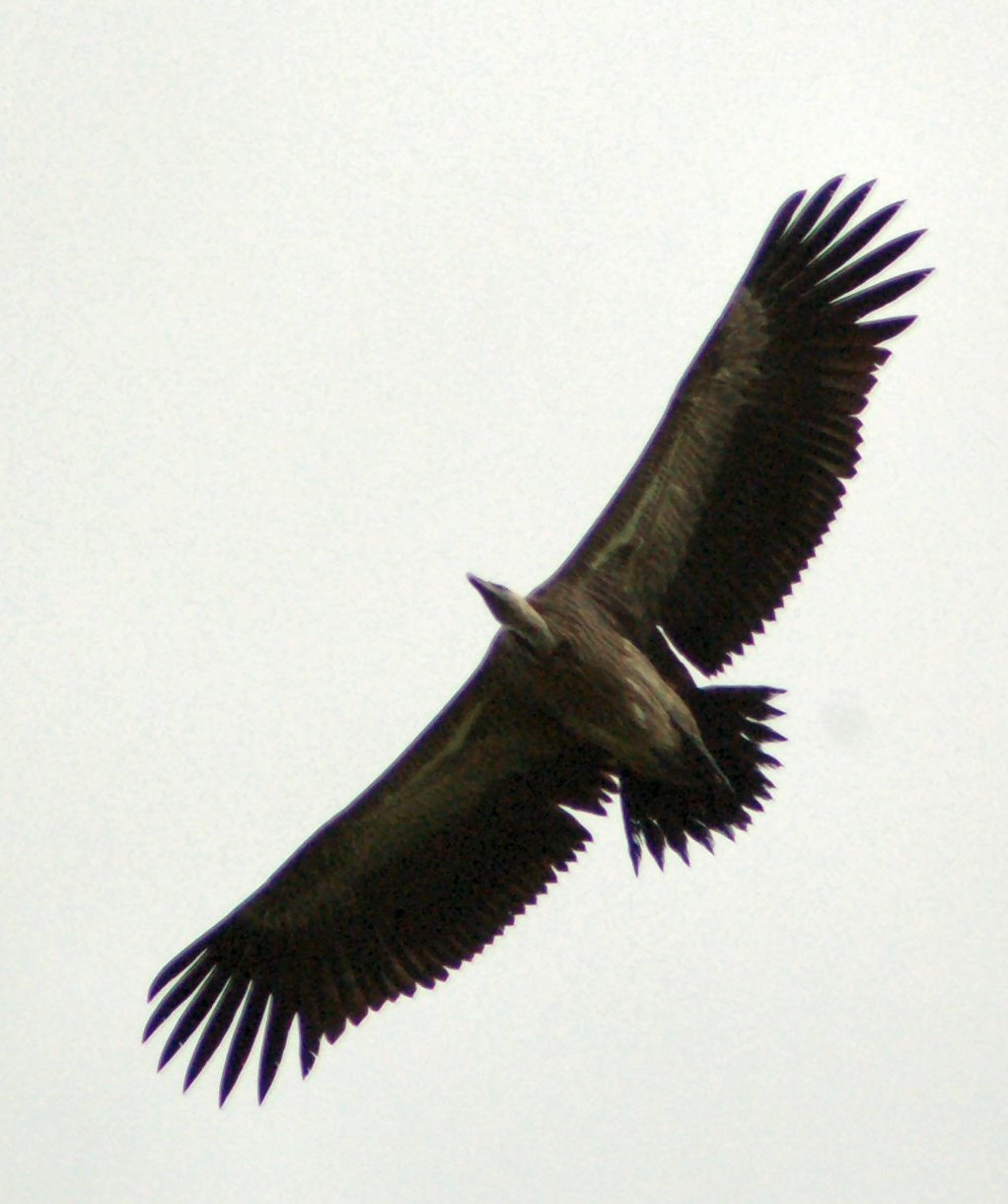
Der Indische Geier, eine gefährdete Art, die als Ergebnis von Rasmussens Forschungen zur Gattung Gyps abgespalten worden ist

Pamela Rasmussens Interesse an asiatischen Vögeln führte dazu, dass sie sich in Naturschutz-Projekten engagierte. Zwei zu den Altweltgeiern gehörende Gyps-Arten, der Bengalgeier Gyps bengalensis und der Long-billed Vulture, waren in Südasien durch den veterinärmedizinischen Einsatz von Diclofenac um 99 Prozent zurückgegangen. Das Medikament löste in Vögeln, die von Kadavern behandelter Rinder gefressen hatten, Nierenversagen aus. Rasmussen zeigte, dass es zwei verschiedene Arten des Long-billed Vulture gibt: den Indischen Geier Gyps indicus sowie den Schmalschnabelgeier G. tenuirostris. Dies ist für den Naturschutz bedeutsam, da ein Zuchtprogramm unter menschlicher Obhut eingerichtet worden ist, das diesen gefährdeten Geier-Arten helfen soll, ihre Bestände zu erholen.

### Biodiversität
2005 nahm Rasmussen an einem großen Projekt mehrerer Institutionen zu Regionen mit hoher, stark bedrohter Artenvielfalt (hotspots) teil, die eine wichtige Rolle im Naturschutz spielen. Die Studie bewertete die Regionen nach drei Kriterien der Vogel-Diversität: Artenreichtum, das Ausmaß der Bedrohung und die Zahl endemischer Arten. Die Ergebnisse zeigten, dass die hotspots nicht nach jedem dieser Kriterien gleich verteilt waren. Nur 2,5 Prozent der hotspot-Gebiete decken sich nach allen drei dieser Kriterien, 80 Prozent der hotspots erfüllen nur ein Kriterium. Jedes Kriterium erklärte weniger als 24 Prozent der Variation in den anderen Faktoren, was nahelegt, dass selbst innerhalb derselben taxonomischen Gruppe verschiedene Mechanismen für die Entstehung und die Aufrechterhaltung der verschiedenen Aspekte der Biodiversität verantwortlich sind. Folglich eignen sich die verschiedenen Typen von hotspots auch unterschiedlich gut für den Naturschutz.
Zuletzt arbeitete Rasmussen in weiteren großen Projekten derselben Institutionen mit, in denen die globalen Muster der Biodiversität studiert werden. Eine Übersicht über den Artenreichtum und die geografische Ausdehnung der Verbreitungsgebiete zeigte nicht den erwarteten Rückgang in der Größe der Verbreitungsgebiete von den gemäßigten Zonen zu den Tropen. Obwohl dieses Muster weitgehend für die nördliche Hemisphäre galt, schien es nicht für die südliche Hemisphäre zuzutreffen. Eine Forschungsarbeit zur Beziehung zwischen Aussterben und menschlichem Einfluss zeigte, nachdem der Artenreichtum standardisiert worden war, dass der menschliche Einfluss am besten die globalen Muster des Aussterberisikos vorhersagt und ökologische Faktoren nur von sekundärer Bedeutung sind. Eine Untersuchung zur Verteilung seltener und bedrohter Wirbeltier-Arten zeigte unterschiedliche Muster für Vögel, Säugetiere und Amphibien, was Konsequenzen für Naturschutz-Strategien nach dem hotspot-Konzept hat.
Andere Studien von Rasmussen und ihren internationalen Kollegen waren der Bedeutung der Nahrungsverfügbarkeit gewidmet. Eine Studie von 2007 zeigte, dass die globalen Muster des Artenwandels eher von den weit verbreiteten als den räumlich eng begrenzten Arten getrieben werden. Dies ergänzt andere Forschungen und hilft, ein einheitliches Modell davon zu bilden, wie die terrestrische Biodiversität innerhalb und zwischen den großen Landgebieten der Erde variiert.

### Paläontologie
Eine Fossilien-Grube in der Nähe von Cheswold, Delaware, die bei Straßenarbeiten entstanden war, lieferte elf Exemplare von fragmentierten Vögel-Fossilien, die von Rasmussen unter anderem als ein kleiner Seetaucher, eine kleine möwen-artige Art, sowie fünf Exemplare eines tölpel-artigen Meeresvogels – wahrscheinlich Morus loxostylus, eine häufige Art des Miozäns – bestimmt wurde. Alle diese Formen waren bereits von einem Fundort in Chesapeake Bay, Maryland, bekannt. Die Funde legen nahe, dass der Fundort in Delaware sich zur Zeit der Fossilisation in der Nähe einer großen Bucht befand.
Rasmussen war auch an der Untersuchung von fossilen Vögeln aus Ablagerungen des Pliozäns und Miozäns aus North Carolina beteiligt. Zu den Funden gehört ein miozänischer Seetaucher Colymboides minutus und ein Mitglied der Gattung Corvus (Raben und Krähen), eine der wenigen Fossilien von Sperlingsvögeln, die man aus dieser Periode kennt. Die Studie kam zu dem Ergebnis, dass fossile Vögel aus dieser Zeit allgemein einer rezenten Art oder Gattung ähneln und diejenigen, für die das nicht zutrifft, meist gut in einer rezenten Familie platziert werden können.

## Birds of South Asia
1992 war Rasmussen die Assistentin von S. Dillon Ripley geworden, dem ehemaligen Geschäftsführer (secretary) des Smithsonian, der einen endgültigen Führer zu den Vögeln Südasiens plante. Ripley erkrankte kurz nach Beginn des Projekts, Rasmussen übernahm es und produzierte zusammen mit dem Grafiker John C. Anderton Birds of South Asia: The Ripley Guide. Der zweibändige Vogelführer für den indischen Subkontinent war das erste Bestimmungsbuch für dieses Gebiet, das Sonagramme enthält. Band 1 umfasst das Bestimmungsbuch mit über 3400 Illustrationen auf 180 Tafeln und mehr als 1450 Farbkarten. Band 2 (Attributes and Status) enthält die Maßangaben, Daten zur Identifikation, zu Status, Verteilung und Habitaten. Die Vokalisierungen werden auf der Basis von Aufnahmen mit über 1000 Sonagrammen beschrieben.
1508 Arten, die in Indien, Bangladesch, Pakistan, Nepal, Bhutan, den Malediven, dem Chagos-Archipel und Afghanistan vorkommen oder vorgekommen sind, werden behandelt, darunter 85 hypothetische und 67 ‚mögliche‘ Arten, die nur kurz beschrieben werden. Birds of South Asia ist wegen seiner Datengrundlage bemerkenswert – die Autoren basierten die Angaben über die Verbreitung fast ausschließlich auf Museumsexemplaren – und ihrer taxonomischen Herangehensweise mit zahlreichen Aufspaltungen von Arten. Auch die geografische Abdeckung ist größer als in älteren Arbeiten, vor allem weil Afghanistan berücksichtigt wurde.
Viele allopatrische Formen, die früher als zu einer Art gehörig betrachtet wurden, werden von Rasmussen und Anderton als volle Arten behandelt. Die meisten von ihnen waren bereits anderswo vorgeschlagen worden, aber das Buch führte hier eine Innovation ein. Die Experten für asiatische Vögel, Nigel J. Collar und John Pilgrim, analysierten 2008 die von Rasmussen und Anderton vorgeschlagenen Änderungen, markierten, welche zuvor von anderen Autoren vorgeschlagen worden waren, welche neu waren und welche weiterer Untersuchung bedürfen.
Obwohl die Besprechungen in der fach- und hobbyornithologischen Presse häufig günstig ausfielen, gab es auch kritische Stimmen. Peter R. Kennerley, ein Experte für asiatische Vögel, hielt einige der Illustrationen für zu klein, grell oder unzutreffend. Er glaubt auch, dass das Vertrauen auf manchmal sehr alte Museumsexemplare und das Nicht-Verwenden der reichhaltigen Beobachtungsdaten, die von reisenden Hobby-Ornithologen gewonnen wurden, ein Fehler sei. Viele taxonomische Entscheidungen sind seiner Ansicht nach willkürlich getroffen worden und nicht von der Forschungsliteratur gedeckt.
Abgesehen von dem Meinertzhagen-Betrug, der im nächsten Abschnitt beschrieben wird, und dem Tod von S. Dillon Ripley waren andere Probleme in der Produktion von Birds of South Asia der Verlust der Haupt-Datenbank für die Karten während einer Reise nach Myanmar sowie schlecht präparierte Vogelbälge. Es gab auch Schwierigkeiten, die Quellen miteinander zu vereinbaren, Daten für „schwierige“ Gebiete wie Assam, Arunachal Pradesh, Bangladesch und Afghanistan zu erhalten sowie Verzögerungen in der Produktion der Illustrationen und Karten. Die Andamanen und Nikobaren stellten ebenfalls ein ernsthaftes Problem in Bezug auf den Status und die Taxonomie ihrer Vogelfauna dar.
Rasmussen diskutierte in einem Artikel von 2005, ob die Revision der Taxonomie in diesem Buch mit ihrer häufigen Aufspaltung von Arten einen großen Einfluss auf Naturschutzbemühungen hätte, meinte jedoch, dass die Auswirkungen auf den Artenreichtum in Südasien begrenzt seien. Auch der Naturschutz sei nur begrenzt betroffen, weil der Anteil potenziell bedrohter Arten in der Region von sechs auf sieben Prozent der gesamten Vogelfauna gestiegen sei.

## Der Meinertzhagen-Betrug
Rasmussen enthüllte das wahre Ausmaß des großen Betrugs, der von dem angesehenen britischen Soldaten, Ornithologen und Experten für Vogelläuse, Oberst Richard Meinertzhagen begangen worden war. Meinertzhagen, der 1967 starb, war der Autor von zahlreichen taxonomischen und anderen Arbeiten über Vögel und besaß eine riesige Sammlung von Vögeln und Vogelläusen. Er galt als einer der wichtigsten britischen Ornithologen. Allerdings hatte der britische Ornithologe Alan G. Knox bereits in den frühen 1990er Jahren Meinertzhagens Vogelsammlung am Walter Rothschild Zoological Museum in Tring untersucht und dabei ein beträchtliches Ausmaß an Betrug festgestellt, zu dem der Diebstahl von Museumsexemplaren und die Fälschung der begleitenden Dokumentation gehörte.
Zur Vorbereitung von Birds of South Asia untersuchte Rasmussen Zehntausende von Vogelbälgen, da der verstorbene S. Dillon Ripley den Gebrauch von Museumsexemplaren bevorzugt hatte, um die zu berücksichtigenden Vögel zu bestimmen. Zusammen mit Robert Prys-Jones vom Natural History Museum zeigte sie, dass der Betrug, den Meinertzhagen vor Jahrzehnten begangen hatte, weit umfangreicher war als zunächst gedacht. Viele der 20.000 Vogelbälge in seiner Sammlung waren mit neuen Etiketten versehen worden, die einen neuen Herkunftsort angaben, gelegentlich waren sie auch neu präpariert worden. Die falsche Dokumentation verzögerte die Wiederentdeckung des Blewittkauzes, da vorangegangene Suchaktionen auf Meinertzhagens gefälschten Angaben beruht hatten. Rasmussens erfolgreiche Expedition ignorierte diese Angaben und führte in Gegenden, aus denen andere, unverfälschte Exemplare stammten.
Meinertzhagen war von der Benutzung des Vogelraums des Natural History Museum 18 Monate lang ausgeschlossen worden, weil er unerlaubt Exemplare mitgenommen hatte. Der Verdacht, dass er Vogelbälge und Literatur aus der Bibliothek stahl, wurde über 30 Jahre hinweg von Angestellten geäußert und hatte zweimal zu förmlichen Untersuchungen geführt.
Falsche Unterlagen, die von Rasmussen und Prys-Jones identifiziert wurden, betrafen das Vorkommen in großen Höhen von Pomatorhinus ferruginosus, das Vorkommen außerhalb des bekannten Verbreitungsgebiets des Kaschmirschnäppers Ficedula subrubra und die Nachweise von Muscicapa ferruginea und Cyornis banyumas (ehemals C. magnirostris) im Himalaya während des Winters. Andererseits scheinen einige Nachweise, wie für Montifringilla theresae – eine Art, die Meinertzhagen beschrieben hatte –, echt zu sein.